# Логвин, Григорий Никонович
Григорий Никонович Логвин (22 мая 1910, Косовка, Херсонская губерния — 7 марта 2001, Киев) — украинский советский краевед, историк архитектуры, архитектор, кандидат архитектуры (1948), доктор искусствоведения (1968). Почётный академик Академии архитектуры Украины (1992), лауреат премии им. Грушевского (1992), лауреат Национальной премии Украины имени Тараса Шевченко (1993), заслуженный деятель искусств Украины (1996), почётный доктор Научно-исследовательского института теории и истории архитектуры и градостроительства (1996), заслуженный архитектор Украины (1999). Участник Великой Отечественной войны.

## Биография
Григорий Логвин родился 22 мая 1910 года в селе Косовка (Кировоградская область). В 1926 году Григорий Никонович окончил школу в городе Александрия, а в 1929 году окончил школу в селе Шамивка и до 1943 года работал председателем колхоза в селе Дмитровка.
С 1931 по 1934 год учиулся в Харьковском художественном институте. С 1934 по 1936 год учился в Харьковском институте инженеров коммунального хозяйства на факультете архитектуты. С 1936 по 1938 год работал ассистентом и преподавателем истории архитектуры в ХИИКГ. С 1938 по 1941 год учился в Московском институте изобразительных искусств имени В. И. Сурикова на художественном факультете.
С 1941 по 1945 год воевал против немецких захватчиков в 13-м запасном стрелковом полку и 36-м артиллерийском полку. По окончании войны работал архитектором в проектном институте «ДИПросильбуд». С 1946 по 1947 год работал аспирантом Академии архитектуры УССР. С 1946 года работал в Научно-исследовательском институте теории, истории и перспективных проблем советской архитектуры Госстроя СССР в Киеве. В 1948 году защитил кандидатскую, а в 1968 — докторскую диссертацию на тему «Украинское искусство 1240—1540 гг.».
С 1992 года — почётный академик Академии архитектуры Украины. С 1993 года — лауреат Национальной премии Украины имени Тараса Шевченко. С 1996 года — заслуженный деятель искусств Украины и почётный доктор Научно-исследовательского института теории и истории архитектуры и градостроительства. С 1999 года — заслуженный архитектор Украины.
Лауреат премии фонда Антоновичей (1996).
Скончался 7 марта 2001 года и похоронен на Байковом кладбище.

## Семья
Сын — художник и писатель Юрий Логвин.

## Публикации
- Чигирин. Суботів: Архітектурно-історичний нарис. — К.: Вид-во Академії архітектури УРСР, 1954.
- Логвин Г. Н. Киев: По художественным памятникам Киева. Очерк / Худож. И. И. Фомина. — М.: Искусство, 1960. — 280 с. — (Архитектурно-художественные памятники городов СССР). — 10 000 экз.
- Українське мистецтво XIV — першої половини XVIII ст. — К.: Мистецтво, 1963.
- Украинское искусство X—XVIII века. — М.: Искусство, 1963.
- Художник М. Г. Дерегус: Нарис. — К.: Мистецтво, 1963.
- Логвин Г. Н. Чернигов. Новгород-Северский. Глухов. Путивль / Худож.: И. И. Фомина(†), И. С. Клейнард. — М.: Искусство, 1965. — 252 с. — (Архитектурно-художественные памятники городов СССР). — 30 000 экз.
- Логвин Г. Н. Киев: Книга-спутник по городу Киеву. — 2-е изд., перераб. — М.: Искусство, 1969. — 264 с. — (Архитектурно-художественные памятники городов СССР).
- Логвин Г. Н., Миляева Л. С. Новое о древнем украинском искусстве // Наука и человечество. 1970. — М.: Знание, 1970. — С. 57—83.
- Логвин Г. Н. Украинские Карпаты: Книга-спутник по памятникам деревянной архитектуры XIII—XVIII вв. горных и предгорных районов Львовской, Закарпатской, Ивано-Франковской и Черновицкой областей Украины. — М.: Искусство, 1973. — 192 с. — (Архитектурно-художественные памятники городов СССР). — 50 000 экз.
- З глибин: Давня книжкова мініатюра XI—XVIII століть. — К.: Дніпро, 1974.
- Український середньовічний живопис. — К.: Мистецтво, 1976.
- Логвин Г. Н. Чернигов. Новгород-Северский. Глухов. Путивль: По древним городам Северской земли. Очерк. — 2-е изд., доп. — М.: Искусство, 1980. — 288 с. — (Архитектурно-художественные памятники городов СССР).
- Логвин Г. Н. Киев: По архитектурным памятникам Киева. Очерк. — 3-е изд., доп. — М.: Искусство, 1982. — 336 с. — (Архитектурно-художественные памятники городов СССР). — 50 000 экз.
- Логвин Г. Н. Украина и Молдавия: Справочник-путеводитель / Авт. текста и сост. альбома Г. Н. Логвин. — М.: Искусство, 1982. — XLIV, 456 с. — (Памятники искусства социалистических стран).
- З глибин: Гравюри українських стародруків XVI—XVIII ст. — К.: Дніпро, 1990.
- Собор Святої Софії в Києві — К.: Мистецтво, 2001.
- Автор более 200 статей.